# Екатериновский (Алтайский край)
Екатериновский — исчезнувший посёлок в Благовещенском районе Алтайского края. Располагался на территории современного Шимолинского сельсовета. Упразднён в 1945 г.

## География
Располагался в 4,5 км к юго-востоку от посёлка Мельниковка.

## История
Основан в 1912 году. В 1928 г. посёлок Екатериновский состоял из 55 хозяйств. Центр Екатериновского сельсовета Знаменского района Славгородского округа Сибирского края.

## Население
В 1926 году в посёлке проживало 296 человек (153 мужчины и 143 женщины), основное население — украинцы